# Balakata
Balakata (лат.) — род древесных растений семейства Молочайные (Euphorbiaceae), распространённых на юге и юго-востоке Азии, а также в Новой Гвинее. Два вида. Древесина иногда используется в хозяйственных целях, плоды съедобны.
Род был выделен в 1999 году из рода Сапиум (Sapium).

## Название
Название рода происходит от филиппинского общеупотребительного названия растений вида Balakata luzonica, распространённых на Филиппинах, — balakat gubat.

## Распространение
Ареал рода охватывает страны Юго-Восточной Азии, Южный Китай, Гималаи, а также Новую Гвинею. Вид Balakata baccata встречается в Индии (штат Сикким, Андаманские острова), Бангладеш, странах Индокитая, на юге Китая, в Малайзии, на островах Суматра и Калимантан. Balakata luzonica встречается на Филиппинах, на Сулавеси и Молуккских островах, а также на острове Новая Гвинея.

## Биологическое описание
Представители рода — древесные растения, выделяющие млечный сок белого цвета: обычно высокие деревья, реже кустарники. Растения полностью голые (без волосков). Листья очерёдные, с небольшими цельными опадающими прилистниками, на черешках имеются две верхушечные железы. Листовые пластинки цельные, с перистонервным жилкованием. На нижней стороне листа имеются две хорошо различимые базальные железы, на верхней стороне листа желез нет. Длина листьев — от 3,5 до 11 см.
Растения однодомные; встречаются растения, у которых имеются цветки только одного пола. Соцветия обычно состоят из нескольких мужских и по крайней мере одного женского цветка. Мужские цветки расположены в верхушечной части соцветия, они мелкие, жёлтого цвета, без лепестков. Женские цветки расположены в основании соцветия, они более крупные по сравнению с мужскими; лепестки, как и у мужских цветков, отсутствуют. Плоды мясистые, невскрывающиеся, шаровидные, с одним или двумя семенами. Семена почти шаровидные, с мясистым эндоспермом; семядоли широкие, уплощённые.
Balakata baccata отличается от Balakata luzonica беловатой окраской нижней стороны листьев, а также более длинными черешками. Кроме того, плоды первого вида обычно содержат по два семени, плоды второго — по одному. Растения Balakata baccata могут достигать в высоту 26 м, Balakata luzonica — 36 м.

## Использование
Древесина Balakata baccata недолговечна, но иногда используется в качестве стройматериалов. Кроме того, деревья этого вида нередко высаживают вдоль дорог для создания лесополос. Плоды съедобны, по вкусу — сладкие, мучнистые; на Суматре иногда используются как специи. Древесина Balakata luzonica также используется, при этом является более ценной, чем у предыдущего вида.

## Виды
По информации базы данных The Plant List (2013), род включается два вида:
- Balakata baccata (Roxb.) Esser
- Balakata luzonica (Vidal) Esser typus